# Johannes III. von Asel
Johannes III. von Asel (* 1380; † 21. Juni 1472 in Rotenburg) war von 1426 bis 1470 Bischof von Verden.
Johannes III. stammte aus einem Hildesheimer Adelsgeschlecht und war zunächst Canonicus im Domkapitel Hildesheim. Danach war er in Rom tätig. Als Bischof Heinrich II. von Verden 1426 resignierte, providierte Papst Martin V. ihn, seinen bisherigen Kammerdiener und Juristen, sofort mit dem heruntergewirtschafteten Bistum Verden. Er führte dort, im Gegensatz zu seinen Vorgängern, einen bescheidenen Lebensstil. Zum Erstaunen seines Stiftes hatte er immer Geld zur Verfügung, man glaubte sogar, aufgrund seiner Liebe zur Alchemie, dass er Gold machen könne. Ihm gelang es, den Adel im Stift zu bändigen, auch dadurch, dass er sich mit den Lüneburger Herzögen verbündete. Von diesen löste er die Rotenburg  aus, obwohl sie deswegen sogar mit der Reichsacht belegt waren. Eine Fehde mit Bremen und dem Erzbischof Nikolaus von Oldenburg-Delmenhorst endete siegreich. Für die niedergebrannte Stadt Verden wurde das Konzil von Basel angerufen und Schadenersatz erlangt.
Durch sein diplomatisches Geschick erlangte er solches Ansehen, dass er mit Bischof Paridam von Ratzeburg als Schiedsmann zu Verhandlungen mit den mit König Erik VII. kriegführenden Städten Lüneburg, Hamburg, Lübeck und Wismar berufen wurde. Als Ergebnis wurde der Frieden von Vordingborg geschlossen. Als nach Erzbischof Nikolaus Tod Baldwin II. von Wenden Erzbischof von Bremen wurde, machte Johannes III. 1450 den Vorschlag, das Bistum Verden vom Bistum Mainz zu lösen und unter das Erzbistum Bremen zu stellen, ein Plan, der auf Adalbert von Bremen zurückgeht. Das wurde von Baldwin jedoch abgelehnt.
Während des Lüneburger Prälatenkrieges um die Lüneburger Salzrechte wurde Johannes III. mit dem Bann belegt. Dieser konnte erst aufgehoben werden, nachdem der Konflikt aufgrund der Intervention des dänischen Königs Christian I., des Bischofs von Schwerin Werner Wolmers sowie des Lübecker Bischofs Arnold Westphal hatte beigelegt werden können. Wilhelm der Ältere nutzte den Bann 1457 als Vorwand zu einer Raubfehde, die Verden und das Land am Deister bis hin zur Neustadt Hannover verwüstete. Als Johannes III. Gerhard den Streitbaren von Oldenburg zu seinem Schutze anrief, wurde Johannes III. auch noch in den Erbstreit Gerhards mit dessen Bruder Moritz III. gezogen. Johannes gewann dabei die Freundschaft König Christians I. von Dänemark, der für seinen Bruder Gerhard Partei nahm, auch weil er Gerhards 1458 geborenen Sohn Adolf 1462 zum Koadjutor annahm, ohne dass dieser jedoch in Genuss dieses Amtes kam. Die Fehde konnte 1467 durch einen Schiedsspruch geschlichtet werden.
Von 1468 an wurde Johannes III. schwach und litt unter Gedächtnisverlust. Das Stift wurde zwei Jahre lang stillschweigend vom Domdechant Berthold von Landsberg regiert. 1470 nahm man an, Johannes III. habe resigniert. Er lebte auf der Rotenburg bis zu seinem Tode 1472.